# Franco Tisera
Franco Tisera (Rojas, Buenos Aires, Argentina; 7 de octubre de 1989) es un futbolista argentino. Juega como delantero y su actual club es el C. S. D. Flandria, que juega en la Primera B Nacional de Argentina.

## Biografía
Nació el 7 de octubre de 1989 en la ciudad de Rojas, ubicada a 240 km de Buenos Aires. Sus primeros pasos en el fútbol los dio con las inferiores del Racing Club de Avellaneda, recibiendo una condecoración por ello de parte del diario "El Nuevo Rojense" en diciembre de 2009.

## Trayectoria
Debutó con la primera de Deportivo Español de la mano del técnico Gustavo Cisneros el 21 de agosto de 2010 contra San Telmo, tras un sucesivo paso por las inferiores de Racing. Al finalizar el Campeonato de Primera B 2010-11. Para el año 2013 parte a San Luis Jorge Newbery donde ascendió al torneo Federal B. Mediados de 2013 parte a Juventud de Pergamino, el club fue promovido al Argentino B y disputó el Torneo Argentino B 2013-14. Al año siguiente fichó por el Club Sport Salto, y posteriormente por el Sportivo Rivadavia de Venado Tuerto, equipo que con el que disputó el Torneo Federal B. El martes 16 de diciembre de 2014 se oficializa la llegada del artillero argentino al Club Deportivo Victoria de la Liga Nacional de Honduras. Luego de dos fructíferos años en el CADU Defensores Unidos de Zárate jugando el torneo de B metropolitana, pasa en el 2020 a Flandria, club con el que logra ascender a la 1º Nacional logrando de cabeza el agónico tanto al minuto 97 con que el "canario" venció por 1 a 0 a Colegiales y forzó al desempate por penales al que posteriormente venció opr la misma vía para la algarabía de las 10.000 personas que se dieron cita esa tarde en el Carlos V. La actualidad encuentra a Tisera jugando la segunda temporada en Flandria en el torneo de segunda división del fútbol argentino, siendo uno de los ejes principales del equipo. Su versatibilidad hace que pueda jugar como un 9 de área aportando un muy buen juego aéreo o como enganche, dado su buen píe y condiciones técnicas para controlar el juego

## Clubes
| Club                        | País      | Año       |
| --------------------------- | --------- | --------- |
| Deportivo Español           | Argentina | 2010-2011 |
| Jorge Newbery San Luis      | Argentina | 2013      |
| Juventud de Pergamino       | Argentina | 2013-2014 |
| Club Sport Salto            | Argentina | 2014      |
| Sportivo Rivadavia (VT)     | Argentina | 2014      |
| Victoria                    | Argentina | 2015-2016 |
| Defensores de Salto         | Argentina | 2017-2018 |
| Defensores Unidos de Zárate | Argentina | 2019-2020 |
| C. S. D. Flandria           | Argentina | 2021-2023 |
| San Telmo                   | Argentina | 2024-Act. |